# Alexandre Lacazette
Alexandre Lacazette (Lyon, 1991. május 28. –) francia labdarúgó, a Neom játékosa.

## Klubcsapat
Lacazette 2010-es debütálása óta egyre több szerepet kapott szülővárosának csapatában, aminek aztán meghatározó tagjává vált. Az összes tétmérkőzést figyelembe véve több, mint 200-szor lépett pályára az Olympique Lyonnais színeiben, és több mint 80 gólt szerzett. A Ligue 1 2014-15-ös idényében ő lett az év játékosa, és egyben a bajnokság gólkirálya is. 2017 nyarán az angol Arsenalhoz szerződött. Új klubjában nem zárt rossz idényt, a Premier League-ben 14 gólt szerzett.
2025. július 1-jén kétéves szerződést kötött a szaúdi Neom csapatával.

## Válogatott
Lacazette pályára lépett az összes francia utánpótlás válogatottban, kiemelkedő sikert a 2010-es U19-es Európa-bajnoki győzelem jelentett. A 2011-es U20-as vb-n is pályára lépett. A felnőtt válogatottban 2013. június 5-én mutatkozott be, az 58. percben állt be Olivier Giroud helyére Uruguay elleni barátságos mérkőzésen.(0-1) Első válogatott gólját Dánia ellen szerezte 2015. március 29-én.

## Statisztika

### Klubcsapatokan
| Klub           | Szezon         | League         | League | League | Nemzeti kupa | Nemzeti kupa | Ligakupa | Ligakupa | Nemzetközi kupa | Nemzetközi kupa | Egyéb | Egyéb | Összesen | Összesen |
| Klub           | Szezon         | Bajnokság      | Mérk.  | Gólok  | Mérk.        | Gólok        | Mérk.    | Gólok    | Mérk.           | Gólok           | Mérk. | Gólok | Mérk.    | Gólok    |
| -------------- | -------------- | -------------- | ------ | ------ | ------------ | ------------ | -------- | -------- | --------------- | --------------- | ----- | ----- | -------- | -------- |
| Lyon           | 2009–10        | Ligue 1        | 1      | 0      | 0            | 0            | 0        | 0        | 0               | 0               | —     | —     | 1        | 0        |
| Lyon           | 2010–11        | Ligue 1        | 9      | 1      | 0            | 0            | 0        | 0        | 2               | 1               | —     | —     | 11       | 2        |
| Lyon           | 2011–12        | Ligue 1        | 29     | 5      | 4            | 2            | 4        | 2        | 6               | 1               | —     | —     | 43       | 10       |
| Lyon           | 2012–13        | Ligue 1        | 31     | 3      | 0            | 0            | 0        | 0        | 5               | 1               | 1     | 0     | 37       | 4        |
| Lyon           | 2013–14        | Ligue 1        | 36     | 15     | 2            | 2            | 4        | 3        | 12              | 2               | —     | —     | 54       | 22       |
| Lyon           | 2014–15        | Ligue 1        | 33     | 27     | 2            | 2            | 1        | 1        | 4               | 1               | —     | —     | 40       | 31       |
| Lyon           | 2015–16        | Ligue 1        | 34     | 21     | 2            | 0            | 1        | 0        | 6               | 2               | 1     | 0     | 44       | 23       |
| Lyon           | 2016–17        | Ligue 1        | 30     | 28     | 1            | 1            | 1        | 1        | 12              | 7               | 1     | 0     | 45       | 37       |
| Lyon           | Összesen       | Összesen       | 203    | 100    | 11           | 7            | 11       | 7        | 47              | 15              | 3     | 0     | 275      | 129      |
| Arsenal        | 2017–18        | Premier League | 32     | 14     | 0            | 0            | 2        | 0        | 4               | 3               | 1     | 0     | 39       | 17       |
| Arsenal        | 2018–19        | Premier League | 35     | 13     | 2            | 0            | 2        | 1        | 10              | 5               | —     | —     | 49       | 19       |
| Arsenal        | 2019–20        | Premier League | 30     | 10     | 3            | 0            | 0        | 0        | 5               | 2               | —     | —     | 39       | 12       |
| Arsenal        | Összesen       | Összesen       | 97     | 37     | 6            | 0            | 4        | 1        | 19              | 10              | 1     | 0     | 127      | 48       |
| Teljes karrier | Teljes karrier | Teljes karrier | 300    | 137    | 17           | 7            | 15       | 8        | 66              | 25              | 4     | 0     | 402      | 177      |

1. ↑  Magában foglalja az összes pályára lépéseit a Francia kupán és a FA-kupa.
2. ↑  Magában foglalja az összes pályára lépéseit a Francia ligakupán és az Angol ligakupán.
3. 1 2 3  Magába foglalja apályára lépéseit a Bajnokok ligájában
4. 1 2 3 4 5  Magában foglalja a pályára lépéseit az Európa-ligában
5. 1 2 3  Magában foglalja a pályára lépéseit a Francia szuperkupán
6. ↑  Magában foglalja a pályára lépését a Bajnokok ligájában, a nyolc pályára lépéseit és a két gólját az Európa-ligában.
7. ↑  Magában foglalja a négy pályára lépését és az egy golját a Bajnokok ligájában, a nyolc pályára lépéseit és a hat gólját az Európa-ligában.
8. ↑  Magában foglalja az Angol szuperkupán

### Válogatott
| Franciaország | Franciaország | Franciaország |
| Év            | Meccs         | Gólok         |
| ------------- | ------------- | ------------- |
| 2013          | 2             | 0             |
| 2014          | 3             | 0             |
| 2015          | 5             | 1             |
| 2017          | 6             | 2             |
| Összesen      | 16            | 3             |

### Válogatott gólok
| # | Dátum              | Helyszín                                              | Ellenfél    | Gól | Végeredmény | Verseny             |
| - | ------------------ | ----------------------------------------------------- | ----------- | --- | ----------- | ------------------- |
| 1 | 2015. március 29.  | Stade Geoffroy-Guichard, Saint-Étienne, Franciaország | Dánia       | 1–0 | 2–0         | Barátságos mérkőzés |
| 2 | 2017. november 14. | RheinEnergieStadion, Köln, Németország                | Németország | 1–0 | 2–2         | Barátságos mérkőzés |
| 3 | 2017. november 14. | RheinEnergieStadion, Köln, Németország                | Németország | 2–1 | 2–2         | Barátságos mérkőzés |

## Pályán kívül
Unokatestvére, Romuald Lacazette is profi labdarúgó, pályára lépett a francia U18-as válogatottban, jelenleg a TSV 1860 München játékosa.

## Sikerei, díja

### Klubcsapatokban

#### Lyon
- Francia kupagyőztes: 2011–12
- Francia szuperkupa – győztes: 2012

#### Arsenal
- FA-kupa – győztes: 2019–20
- Angol szuperkupa – győztes:2017

- Európa-liga – döntős: 2018–19 ...

Avant la Coup du Monde 2022 qui vas Joue avec la France Cidieu Veu ou vas Joue Alexandre Lacazette ***
1.   Ajax Amsterdam ( Eredivisie )
2. Paris St Germain ( Uber Ligue 1)
3.   Bayern Leverkusen ou Hoffenheim  (Bundesligat)
4. Real Betis Seville ( la ligat )

### Válogatottban

#### Franciaország U17
- U17-es Európa-bajnokság – döntős: 2008

#### Franciaország U19
- U19-es Európa-bajnokság: 2010

#### Egyéni
- U20-as labdarúgó-világbajnokság – bronz cipő: 2011
- Ligue 1 az év csapata: 2013–14, 2014–15, 2016–17
- Ligue 1 az év játékosa: 2014–15
- Ligue 1 – gólkirály: 2014–15
- Onze de Bronze: 2014–15
- Ligue 1 a hónap játékosa: 2014 december, 2015 január, 2016 augusztus
- Európa-liga – szezon kerete: 2016–17
- A szezon Arsenal játékosa:2018–19